# Artur Kohutek
Artur Kohutek, född den 1 maj 1971, är en polsk före detta friidrottare som tävlade i häcklöpning.
Kohuteks främsta merit är att han blev bronsmedaljör vid EM i München 2002 på 110 meter häck. Tiden den gången blev 13,32. Han har även två gånger varit i semifinal vid ett världsmästerskap både vid VM 1997 och vid VM 2001.

## Personligt rekord
- 110 meter häck - 13,27